# Мислиш ли на мене
Мислиш ли на мене је студијски албум српског фолк певача Мирослава Илића. Албум је објављен 1987. године за издавачку кућу ПГП РТБ, а доступан је био на касети и грамофонској плочи.

## Списак песама
| №               | Назив                      | Аутор(и)                                         | Трајање |  |
| 1.              | Мислиш ли на мене          | М. Јовичић (т), Д. Александрић (м, а)            | 2:50    |  |
| 2.              | Реците јој ждралови        | С. Вуковић (т), П. Вуковић (м, а)                | 3:40    |  |
| 3.              | Последње збогом теби       | Р. Мудринић (т), Д. Александрић (м, а)           | 3:45    |  |
| 4.              | Волео сам девојку из града | Д. Ерић (т), О. Пјевовић (м), Д. Александрић (а) | 4:05    |  |
| 5.              | Кунем ти се Богом          | Р. Мудринић (т), Д. Александрић (м, а)           | 3:27    |  |
| 6.              | Ни априли нису што су били | М. Јанковић (т), П. Вуковић (м, а)               | 3:20    |  |
| 7.              | Тишину желим тишину нему   | Р. Мудринић (т), Д. Александрић (м, а)           | 3:30    |  |
| 8.              | Када мало попијем...       | С. Папков (т), Д. Александрић (м, а)             | 3:40    |  |
| 9.              | Шумадијо, наш ђердане      | О. Пјевовић (т, м), Д. Александрић (а)           | 3:38    |  |
| 10.             | Тумарам кроз ноћ           | М. Чукић (т), Д. Александрић (м, а)              | 3:07    |  |
| Укупно трајање: | Укупно трајање:            | Укупно трајање:                                  | 35:02   |  |

## Пратећи музичари
- Оркестар Драгана Александрића — оркестар

## Остале заслуге
- Драган Александрић — продуцент
- Предраг Вуковић — продуцент
- Драган Вукићевић, Зоран Вукчевић — тонски сниматељи
- Иван Ћулум — дизајн омота
- Зоран Кузмановић — фотографије